# Agrestina (ort)
Agrestina är en ort i Brasilien.   Den ligger i kommunen Agrestina och delstaten Pernambuco, i den östra delen av landet, 1 500 kilometer nordost om huvudstaden Brasília. Agrestina ligger 432 meter över havet och antalet invånare är 14 452.
Terrängen runt Agrestina är platt. Runt Agrestina är det ganska tätbefolkat, med 149 invånare per kvadratkilometer.. Närmaste större samhälle är Caruaru, 19,7 kilometer norr om Agrestina.
Omgivningarna runt Agrestina är huvudsakligen savann.